# Abeille Flandre

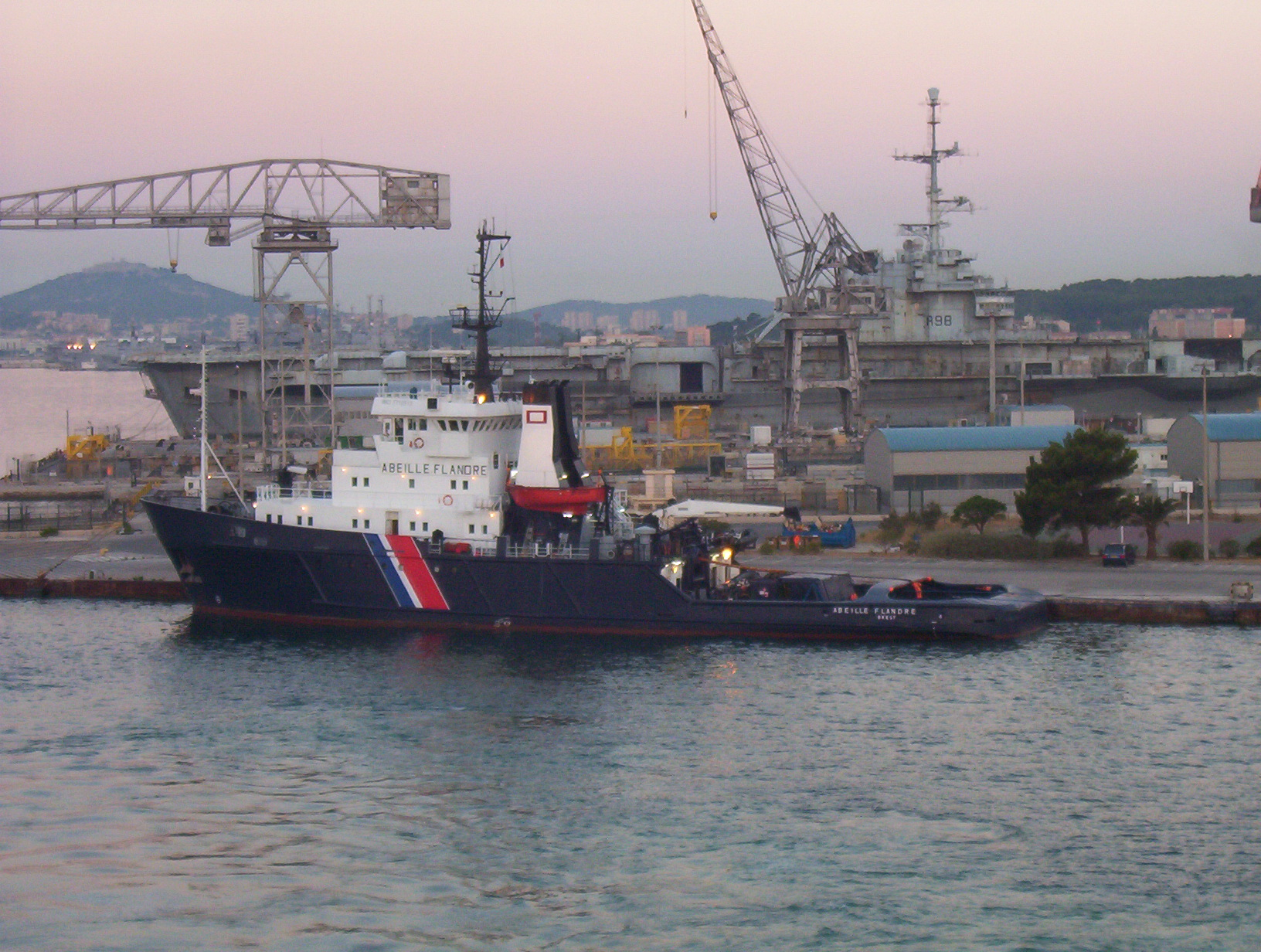
L’Abeille Flandre à Toulon le 1 septembre 2005. À l'arrière-plan, on aperçoit l'ancien porte-avions Clemenceau.

L’Abeille Flandre est un remorqueur de haute mer français, spécialisé dans le sauvetage de navires en détresse. Mis en service en 1979, il reste un peu plus de 25 ans à Brest en surveillance du rail d'Ouessant et de la mer d'Iroise avant en 2005 d'être basé à Toulon. En septembre 2022, il est retiré du service et retourne à Brest pour être ferraillé.

## Parcours
Ce navire, d'abord nommé Neptun Suecia, est mis à l'eau en 1978 au chantier Ulstein en Norvège. Il est construit pour l'armateur suédois Broström et destiné à travailler dans l'exploitation pétrolière offshore. Ce marché est en pleine récession, et dès la fin de leur construction le Neptun Suecia et le Neptun Gothia, son sister-ship, sont désarmés.
La compagnie Abeilles International cherche deux remorqueurs de haute mer pour la surveillance et le sauvetage le long des côtes françaises. En septembre 1979, elle loue d'abord le  Neptun Suecia, puis le Neptun Gothia, et s'en porte acquéreur un an plus tard.
Le Neptun Suecia devenu Abeille Flandre est basé à Brest. Le 27 juillet 1978, le remorqueur est positionné à Brest ; il est en alerte permanente, et doit être prêt à appareiller en 20 minutes.
Il est remplacé le 13 avril 2005 par l’Abeille Bourbon de 80 mètres et d'une force de traction de 200 tonnes appartenant aussi au groupe Bourbon. Le 30 mai 2005, il arrive à Toulon en remplacement du Mérou, remorqueur affrété par la Marine nationale française depuis octobre 1986, qui a lui-même succédé à l’Abeille Provence et à l’Abeille Normandie, en service à Toulon depuis décembre 1979. 
Un appel d'offres est lancé en novembre 2017 par la Marine nationale pour la remplacer, tout comme l’Abeille Languedoc. 
Il est remplacé à compter du 1er juillet 2022,, par l’Abeille Méditerranée, construit en Allemagne au chantier de German Naval Yards Holding. L’Abeille Languedoc sera remplacé par son sister-ship l’Abeille Normandie.
À l'automne 2022, l'Abeille Flandre fait son retour au port de Brest afin d'être démantelé par la société bretonne Navaléo. Le 25 août 2023, le navire entre dans la forme 1 du port de Brest afin de commencer sa phase de déconstruction. L'opération est achevée en septembre, à cette occasion Navaléo a remis à la ville de Brest l’hélice du remorqueur. Cette pièce de 5 tonnes et 4,2 m d’envergure, est exposée au parc a chaînes à proximité du quai Malbert son ancien lieu d'attache.

## Interventions célèbres
L’Abeille Flandre est, entre autres, intervenu sur les marées noires suivantes :
- décembre 1999 : pétrolier Erika ;
- octobre 2000 : chimiquier Ievoli Sun.

## Autres
- Hervé Hamon lui a consacré un vibrant hommage dans son livre L'Abeille d'Ouessant.
- Le groupe Avurnav ! a composé une chanson en hommage à ce bateau mythique et à ses équipages[8].